# Островский, Иван Анатольевич
Иван Анатольевич Островский (род. 25 мая 1990, Кириши, Ленинградская область) — российский игрок в пляжный футбол, вратарь. Выступал за сборную России. Участник чемпионата мира 2015 года.

## Биография
Родился в городе Кириши Ленинградской области. Его отец работал на нефтеперерабатывающем заводе, а в свободное время занимался спортом, участвовал в Спартакиадах.
Иван начал заниматься футболом в школьные годы. Тренировался в системе клуба «Факел». Первый тренер — С. А. Малафеев. Высшее образование получал в Северо-Западной академии государственной службы, где учился вместе с Кириллом Романовым. В вузе играл в городском чемпионате по мини-футболу под руководством тренера Алексея Круковского.
В 2011 году впервые попробовал свои силы в пляжном футболе, присоединившись к команде «Кристалл». Вместе с командой 12 раз участвовал в чемпионате России, где становился победителем в 8 турнирах.
На Клубном Мундиалито 2013 года Островский был единственным россиянином на турнире, где защищал цвета бразильского клуба «Васко да Гама».
Впервые в состав национальной сборной России был приглашён в 2013 году, сыграв тогда в Евролиге. Накануне чемпионата мира 2015 года в Португалии из-за травмы выбыл Максим Чужков, благодаря чему Островский был включён в заявку команды на мундиаль, ставшим единственным в его карьере. В последний раз за Россию Островский сыграл в 2019 году, проведя в общей сложности за команду 81 матч.

## Достижения
Сборная России
- Бронзовый призёр чемпионата мира: 2015
- Победитель Евролиги: 2013
- Победитель Европейских игр: 2015
- Финалист Межконтинентального кубка: 2018

На клубном уровне
- Чемпион России: 2013, 2015, 2016, 2018, 2019, 2021, 2022, 2023
- Победитель Кубка России: 2015, 2017, 2018, 2019, 2020, 2021, 2022
- Победитель Суперкубка России: 2018
- Победитель Кубка европейских чемпионов: 2014, 2015, 2020, 2021

Индивидуальные
- Лучший вратарь чемпионата России: 2015, 2016